# Arcadia (Carolina del Norte)
Arcadia es un área no incorporada ubicada del condado de Davidson  en el estado estadounidense de Carolina del Norte.